# Förskingring
För betydelsen "Att leva i Förskingring", se Diaspora.
Förskingring kallas det brott som begås när en person som fått annans egendom i sin besittning med skyldighet att utge eller redovisa egendomen tillägnar sig den eller på annat sätt åsidosätter vad personen har att iaktta för att kunna fullgöra sin redovisningsskyldighet. Personen döms om gärningen innebär vinning för denne och skada för den berättigade för förskingring enligt 10 kap. brottsbalken (1962:700 ) till fängelse i högst två år.
Om gärningsmannen missbrukat ansvarsfull ställning, till exempel som advokat, eller begagnat falsk handling eller vilseledande bokföring eller om gärningen annars varit av särskilt farlig art eller avsett betydande värde eller medfört synnerligen kännbar skada ska dömas för grov förskingring till fängelse, lägst sex månader och högst sex år.
Ringa värde på vad som förskingrats eller andra omständigheter kan medföra att brottet istället bedöms som undandräkt. 1 juli 2017 ändrades brottsbeteckningen undandräkt till ringa förskingring.

## Rättsfall
- En åkare som har utfört transporter åt ett transportföretag har från företagets kunder mottagit lastpallar som denne sedan underlåtit att redovisa till företaget. Personen har frikänts då något avtal om redovisningsskyldighet inte förelegat.[2]

- Eget uttag ur aktiebolag har inte bedömts som förskingring.[3]